# Estadio de la Liga Deportiva Cantonal de Otavalo
El estadio de la Liga Deportiva Cantonal de Otavalo es un estadio multiusos. Está ubicado en la ciudad de Otavalo, provincia de Imbabura. Fue inaugurado el 31 de diciembre de 2006. Es usado para la práctica del fútbol y tiene capacidad para 2700 espectadores, 350 en tribuna, 700 en preferencia y 1650 en generales.

## Historia
El estadio ha desempeñado un importante papel en el fútbol local, ya que los clubes otavaleños como el Club Deportivo Otavalo hacen de local en este escenario deportivo, que participan en la Segunda Categoría de Ecuador.
El estadio es sede de distintos eventos deportivos a nivel local, ya que también es usado para los campeonatos escolares de fútbol que se desarrollan en la ciudad en las distintas categorías, también puede ser usado para eventos culturales, artísticos, musicales de la localidad.
El estadio tiene instalaciones modernas con camerinos para árbitros, equipos local y visitante, zona de calentamiento, cabinas de prensa, y muchas más comodidades para los aficionados.
Además el recinto deportivo es sede de:
- Campeonatos Intercolegiales de fútbol.
- Entrenamientos disciplinas fútbol y atletismo.

El estadio también ha servido de sede para los Juegos Nacionales Deportivos en la rama del fútbol en el año 2012, también se realizó aquí la ceremonia de apertura de dichos Juegos Juveniles, todos los partidos de fútbol se realizaron sobre el césped del estadio de la Liga Cantonal de Otavalo.

## Galería

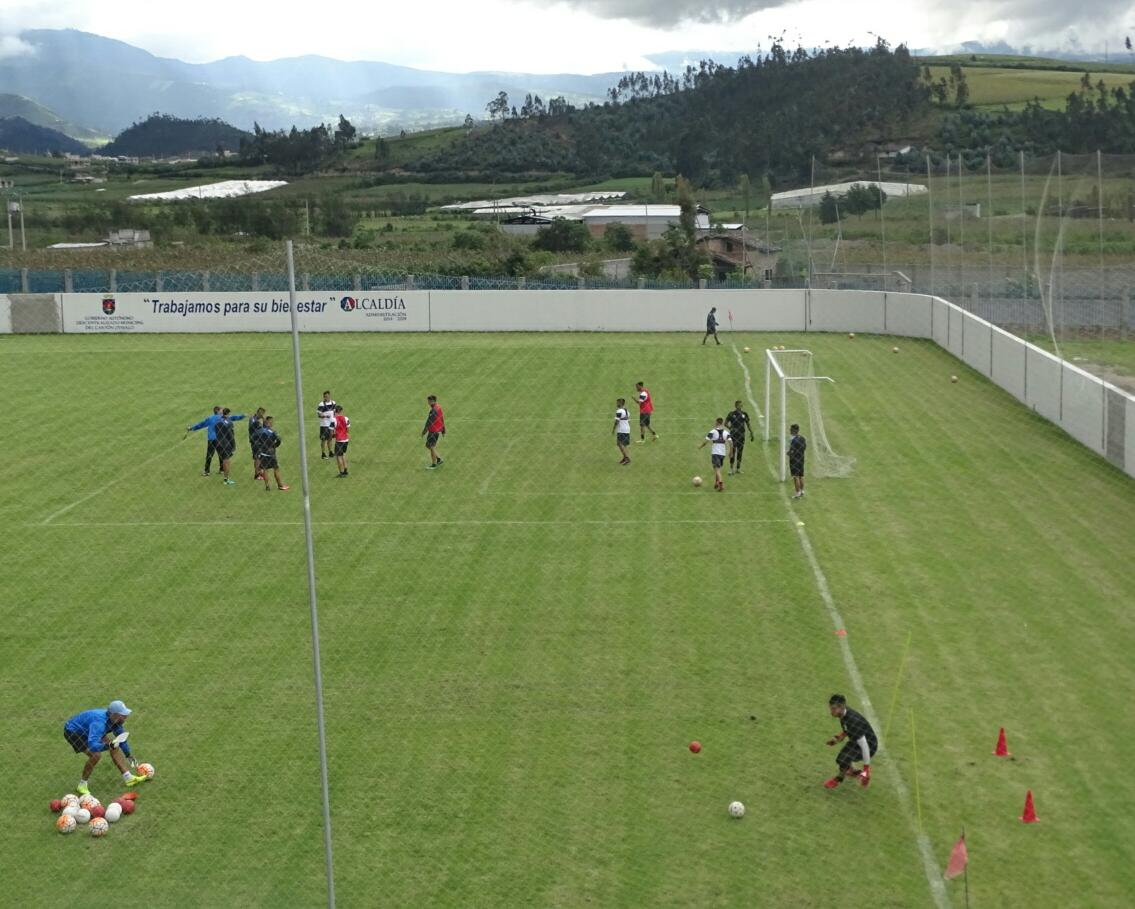
Vista desde la tribuna
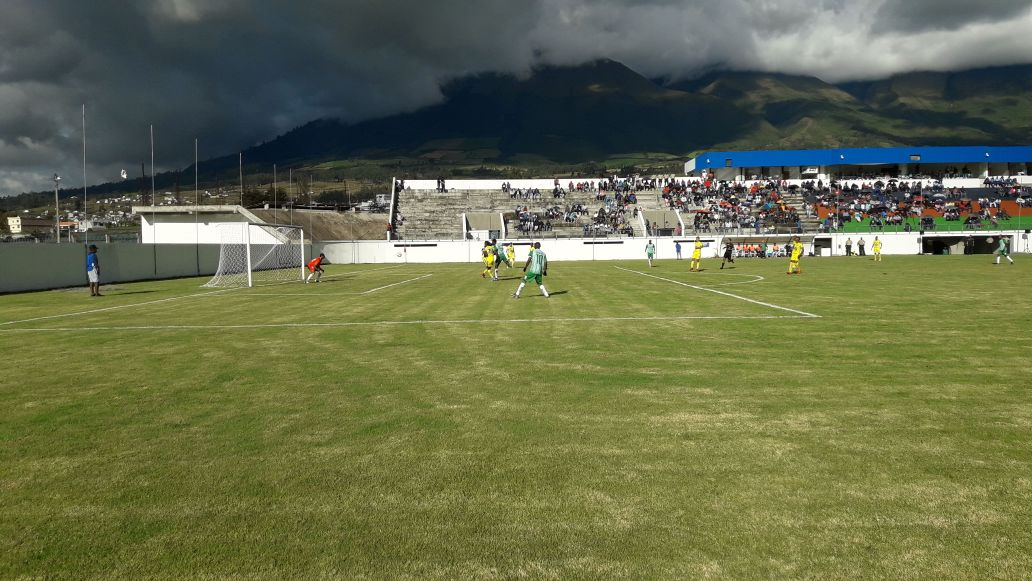
Vista de la cancha
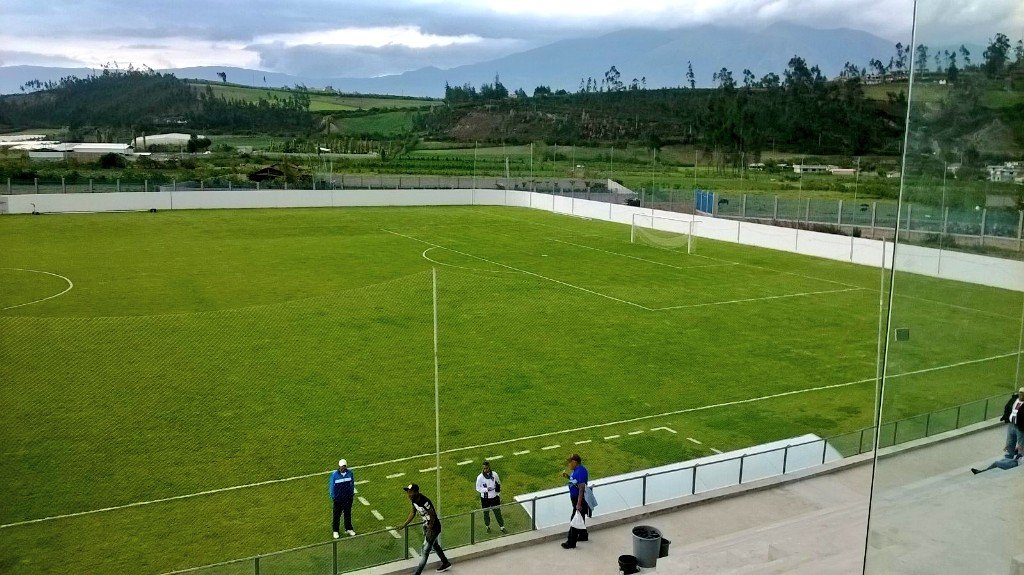
Vista desde la tribuna (vista derecha)